# Olszyna (dopływ Rady)
Olszyna (Rudka) – potok w województwie podkarpackim, lewy dopływ Rady o długości 14,46 km. Jego źródła znajdują się w Lesie Zawarcie w pobliżu wsi Maćkowice. Potok płynie w kierunku północno-wschodnim, uchodząc do Rady w Zamojscach.
Miejscowości położone nad Rudką:
- Maćkowice,
- Kosienice,
- Ciemięrzowice,
- Olszynka,
- Kaszyce,
- Zabłotce,
- Zamojsce.